# Emir Džafič
Emir Džafič, slovenski nogometaš, * 8. september 1972.
Džafič je nekdanji profesionalni nogometaš, ki je igral na položaju vezista. V svoji karieri je igral za slovenske klube Celje, Beltinci, Rudar Velenje in Mura ter nemški VfL Bochum, hrvaški Samobor in malezijski Malacca FA. Skupno je v prvi slovenski ligi odigral 193 tekem in dosegel 45 golov. 